# Kostya Tszyu
Kostya Tszyu (ursprünglich russisch Константин Борисович Цзю/Konstantin Borissowitsch Zsju; * 19. September 1969 in Serow, Sowjetunion) ist ein ehemaliger russisch-australischer Boxer. Zwischen 1995 und 2005 war er WBC-, WBA-, sowie zweifacher IBF-Weltmeister im Halbweltergewicht und wurde in dieser Gewichtsklasse unter anderem vom Ring Magazine zeitweise als Nummer 1 der Weltrangliste geführt. 
Als Amateur war er für die Sowjetunion Europameister 1989 im Leichtgewicht und 1991 im Halbweltergewicht, Olympiateilnehmer 1988, sowie Weltmeister 1991 im Halbweltergewicht.
2011 fand er Aufnahme in die Sport Australia Hall of Fame und die International Boxing Hall of Fame.

## Amateurkarriere
Tszyu begann im Alter von neun Jahren mit dem Boxsport und bestritt 270 Amateurkämpfe, von denen er 259 gewann. Im Nachwuchsbereich gewann er 1986 die Goldmedaille im Federgewicht bei der Junioren-Europameisterschaft in Kopenhagen und 1987 die Silbermedaille im Leichtgewicht bei der Junioren-Weltmeisterschaft in Havanna, nachdem er erst im Finale gegen Juan Hernández unterlegen war.
1988 wurde er nach einer Finalniederlage mit 2:3 gegen Orsubek Nasarow Sowjetischer Vizemeister im Leichtgewicht und gewann das Pre-Olympic Tournament in Seoul, wobei er unter anderem Kamal Marjouane und Andreas Zülow besiegen konnte. Er startete daraufhin bei den Olympischen Sommerspielen 1988 in Seoul und besiegte in den Vorrunden Leopoldo Cantancio und Sean Knight jeweils vorzeitig in der ersten Runde, ehe er im Achtelfinale mit 2:3 gegen den späteren Olympiasieger Andreas Zülow ausschied.
1989 wurde er Sowjetischer Meister im Leichtgewicht und besiegte unter anderem Artur Grigoryan und Orsubek Nasarow. Darüber hinaus gewann er im selben Jahr auch die Goldmedaille im Leichtgewicht bei der Europameisterschaft in Athen, nachdem er sich unter anderem gegen Andreas Zülow, George Cramne und Daniel Dumitrescu durchgesetzt hatte. Bei der Weltmeisterschaft desselben Jahres in Moskau unterlag er im Halbfinale mit 14:17 gegen Andreas Zülow und schied daher mit einer Bronzemedaille im Leichtgewicht aus.
1990 wurde er mit einem Finalsieg gegen Alexander Banin Sowjetischer Meister im Halbweltergewicht und gewann in dieser Gewichtsklasse auch die Goodwill Games 1990 in Seattle; er siegte dabei gegen Vukašin Dobrašinović, Terron Millett und erneut gegen Alexander Banin.
1991 wurde dann sein erfolgreichstes Jahr. Er konnte im Halbweltergewicht mit einem Finalsieg gegen Oleg Nikolajew erneut Sowjetischer Meister werden, gewann mit fünf Siegen, darunter gegen Vukašin Dobrašinović und Andreas Zülow, die Europameisterschaft in Göteborg und siegte auch bei der Weltmeisterschaft in Sydney, nachdem er jeweils Albertano Caballero, Aníbal Acevedo, Moses James und Vernon Forrest geschlagen hatte.

## Profikarriere
Kostya Tszyu entschied sich nach der WM 1991 in Sydney zu einer Profikarriere in Australien und wurde vom in Sydney ansässigen Promoter Bill Mordey (Classic Promotions) unter Vertrag genommen. Kostya emigrierte daraufhin im Alter von 22 Jahren, zusammen mit seiner damaligen Ehefrau Natalia Tszyu, nach Australien. Sein Trainer wurde Johnny Lewis, sein Manager Matthew Watt.
Er gewann sein Debüt im März 1992 und gewann bis 1995 jeden seiner 13 Kämpfe, davon 10 vorzeitig, 7 innerhalb von nur zwei Runden. Er besiegte dabei im Juli 1992 Juan La Porte, im November 1992 Sammy Fuentes, im August 1993 Livingstone Bramble und im Januar 1994 Héctor López. In seinem 14. Kampf, am 28. Januar 1995, gewann er in der MGM Grand Garden Arena von Las Vegas nach fünf Niederschlägen seines Gegners durch TKO in der sechsten Runde gegen Jake Rodriguez und wurde dadurch IBF-Weltmeister im Halbweltergewicht. nach dem Titelgewinn wechselte er zum Promoter und Manager Vlad Warton, einem in Russland geborenen Australier.
Im Juni 1995 verteidigte er den Titel einstimmig nach Punkten gegen Roger Mayweather, sowie 1996 jeweils vorzeitig gegen Hugo Pineda, Corey Johnson und Jan Piet Bergman. Im Januar 1997 boxte er in einer weiteren Titelverteidigung gegen Leonardo Mas und hatte seinen Gegner in der ersten Runde dreimal am Boden. Da er den letzten Niederschlag jedoch nach einem Trennungskommando erzielte und Mas im Anschluss keine Kampfbereitschaft mehr signalisierte, wurde der Kampf als technisches Unentschieden gewertet und später durch die Nevada State Athletic Commission in ein wertungsloses Ergebnis revidiert („No Contest“).
Am 31. Mai 1997 verlor er seinen IBF-Gürtel in der sechsten Titelverteidigung durch TKO in der zehnten Runde an Vince Phillips, nachdem er nahezu verteidigungsunfähig mehrere Treffer an den Ringseilen hinnehmen musste. Zuvor war er bereits in der siebenten Runde kurz am Boden. Der Sieg von Phillips, welcher 1996 in einem WM-Kampf durch TKO gegen Ike Quartey und in seinem letzten Kampf eine Punktniederlage gegen Romallis Ellis erlitten hatte, wurde vom Ring Magazine zur Überraschung des Jahres gewählt.
Durch anschließende Siege gegen Ismael Chaves (TKO), Calvin Grove (KO) und Rafael Ruelas (TKO) erhielt er am 28. November 1998 einen Kampf um die Interims-Weltmeisterschaft der WBC im Halbweltergewicht gegen Diosbelys Hurtado, Nummer 5 der Weltrangliste. Tszyu erlitt im Kampfverlauf zwei Niederschläge, hatte seinen Gegner jedoch ebenfalls am Boden und siegte schließlich durch TKO in der fünften Runde.
Den regulären WBC-WM-Titel gewann er dann in seinem nächsten Kampf am 21. August 1999 in Miami durch TKO in der zehnten Runde gegen Miguel González und verteidigte den Gürtel im Jahr 2000 jeweils durch TKO gegen Ahmed Santos und Julio Chávez, welcher zu diesem Zeitpunkt eine Bilanz von 103-4 aufwies und 2011 ebenfalls in die International Boxing Hall of Fame aufgenommen wurde.
Am 3. Februar 2001 besiegte er in einer Titel-Vereinigung in Las Vegas den WBA-Weltmeister Sharmba Mitchell durch TKO in der siebenten Runde und verteidigte beide Gürtel am 23. Juni 2001 einstimmig nach Punkten gegen den Pflichtherausforderer Oktay Urkal.
Am 3. November 2001 erzielte er einen der bedeutendsten Siege seiner Karriere, als er in einer weiteren Titel-Vereinigung den ungeschlagenen IBF-Weltmeister Zab Judah durch TKO in der zweiten Runde besiegen konnte. Nach einer verlorenen ersten Runde traf Tszyu seinen Kontrahenten kurz vor Ende der zweiten Runde mit einer Rechten am Kinn, worauf Judah zu Boden ging. Als er wieder aufstand und sich an den Ringrichter Jay Nady wenden wollte, kam er, durch die Schlagwirkung noch benommen, neuerlich zu Sturz, worauf Nady den Kampf eine Sekunde vor Ende der Runde beendete.
Alle drei Titel verteidigte er im Mai 2002 einstimmig nach Punkten gegen Ben Tackie und im Januar 2003 durch TKO in der sechsten Runde gegen Jesse Leija.
Im Januar 2004 wurde ihm zuerst der WBC-Titel und im Juni 2004 auch der WBA-Titel entzogen, da er zu lange keine Pflichttitelverteidigung bestritten hatte. Tszyu hatte als Gründe mehrere Verletzungen angegeben. Seinen verbliebenen IBF-Gürtel verteidigte er am 6. November 2004 in einem Rückkampf durch TKO in der dritten Runde gegen Sharmba Mitchell.
Seinen letzten Kampf bestritt er am 4. Juni 2005 in Manchester; er verlor dabei den IBF-Titel durch eine TKO-Niederlage (Aufgabe durch Handtuchwurf des Trainers) nach der elften Runde an Ricky Hatton.